# 中部航空管区
中部航空管区（ちゅうぶこうくうかんく、ウクライナ語: Повітряне командування «Центр»）は、ウクライナ空軍の航空管区の一つ。2004年に中部航空軍団として発足し、2016年に中部航空管区へ改編された。
キエフ州ヴァスィリキーウに司令部を置き、首都キエフおよびウクライナ中部の防空を担任する。

## 編制
中部航空管区の編制は以下のとおりとなる。

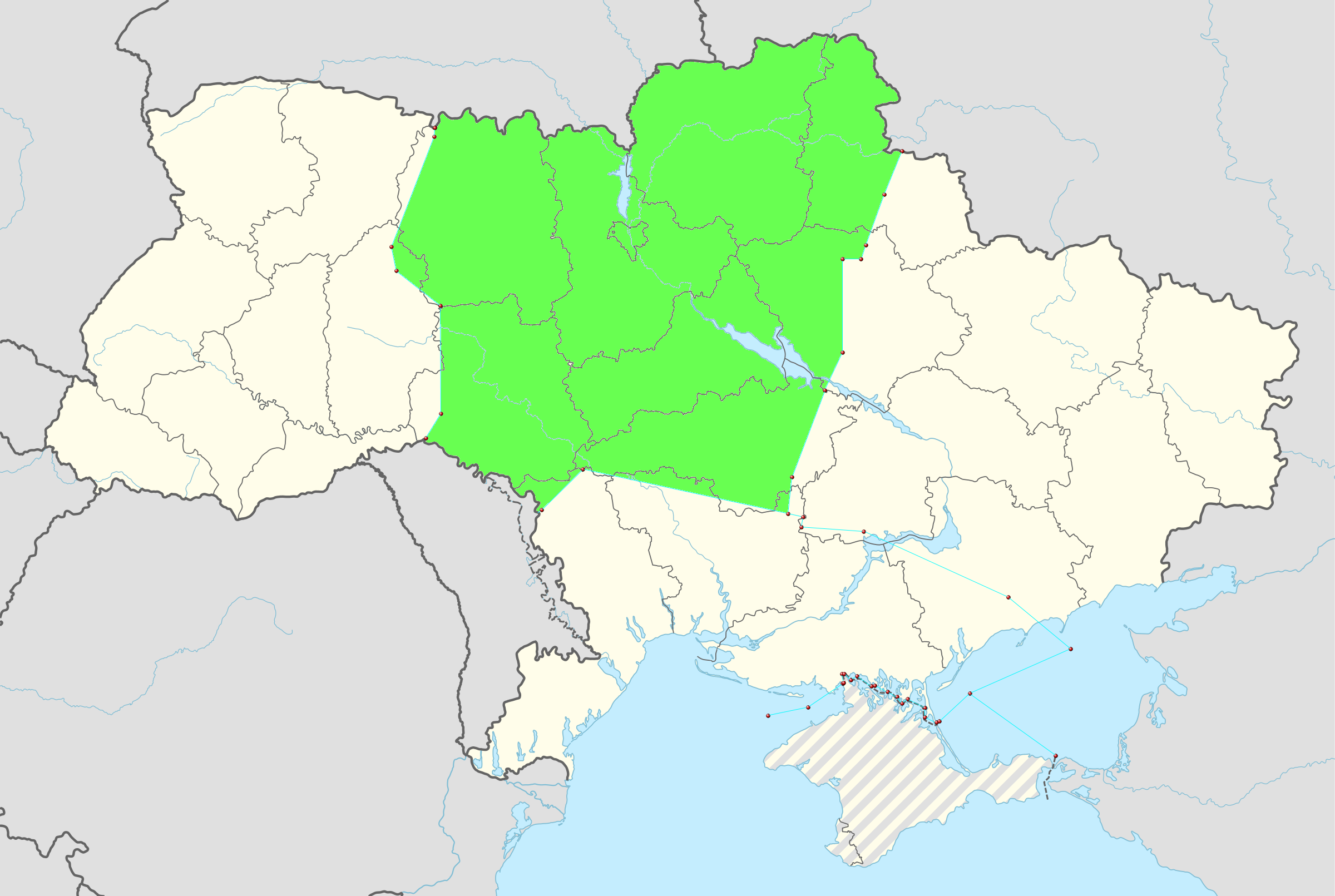
中部航空管区の担任地域

- 中部航空管区司令部（キエフ州ヴァスィリキーウ）
  - 第39戦術航空旅団（ジトーミル州オゼルネ空軍基地） - Su-27、L-39
  - 第40戦術航空旅団（キエフ州ヴァスィリキーウ空軍基地） - MiG-29/UB、MiG-29MU1（ウクライナ語版）、L-39
  - 第831戦術航空旅団（ポルタヴァ州ミルゴロド空軍基地） - Su-27P/S/S1/UB、L-39
  - 第96高射ミサイル旅団（キエフ州ダニロフカ（ウクライナ語版）） - S-300PS/PT
  - 第138電波技術旅団（ウクライナ語版）（キエフ州ヴァスィリキーウ空軍基地）
  - 第156高射ミサイル連隊（ウクライナ語版）（チェルカースィ州ゾロトノシャ（ウクライナ語版）） - 9K37M1
  - 第31独立指揮通信連隊（キエフ州キエフ）
  - 第2204電子戦大隊
  - 第192管制警戒センター
  - 第77司令部防護支援隊（キエフ州ヴァスィリキーウ空軍基地）
  - 第21航空管区事務所（キロヴォフラード州クロピヴニツキー）
  - 第110航空管区事務所（チェルカースィ州ウーマニ）
  - 第112航空管区事務所（ジトーミル州オゼルネ（ウクライナ語版））
  - 第215航空管区事務所（ポルタヴァ州ピリャチン（ウクライナ語版））

## 司令官
- アルカディ・ヴァシュティン少将[3]
- アナトリー・クリヴォノジコ中将[3]